# Quanera Hayes
Quanera Hayes (* 7. März 1992 in Hope Mills, North Carolina) ist eine US-amerikanische Sprinterin, die sich auf den 400-Meter-Lauf spezialisiert hat. Mit der US-amerikanischen 4-mal-400-Meter-Staffel wurde sie 2017 Weltmeisterin im Freien sowie 2016 und 2018 in der Halle.

## Sportliche Laufbahn
Quanera Hayes begann 2012 ein Studium am Livingstone College in Salisbury, welches sie im Jahr 2015 abschloss. 2016 startete sie im 400-Meter-Lauf bei den Hallenweltmeisterschaften in Portland und gewann dort in 51,76 s die Bronzemedaille hinter der Bahrainerin Kemi Adekoya und ihrer Landsfrau Ashley Spencer. Zudem siegte sie mit der US-amerikanischen 4-mal-400-Meter-Staffel mit Weltjahresbestleistung von 3:26,38 min gemeinsam mit Natasha Hastings, Courtney Okolo und Ashley Spencer. Bei den IAAF World Relays 2017 auf den Bahamas siegte sie in 3:24,36 min in der 4-mal-400-Meter-Staffel und Mitte Juli wurde sie beim Diamond-League-Meeting in Rabat in 51,08 s Dritte. Anschließend gelangte sie bei den Weltmeisterschaften in London das Halbfinale und schied dort mit 50,71 s aus. Zudem siegte sie im Staffelbewerb in 3:19,02 min gemeinsam mit Allyson Felix, Shakima Wimbley und Phyllis Francis und lief auch dort Weltjahresbestleistung. Im Jahr darauf verteidigte sie bei den Hallenweltmeisterschaften in Birmingham gemeinsam mit Georganne Moline, Shakima Wimbley und Courtney Okolo ihren Titel und stellte mit 3:23,85 min einen neuen Meisterschafts- und Nordamerikarekord auf. 2021 qualifizierte sie sich für die Olympischen Sommerspiele in Tokio und gelangte dort über 400 m bis ins Finale, in dem sie sich mit 50,88 s auf dem siebten Platz klassierte. Ende August wurde sie bei der Athletissima in Lausanne in 51,06 s Dritte und siegte beim Saisonfinale in 49,88 s bei Weltklasse Zürich und sicherte sich damit knapp die Gesamtwertung im Diamond-Race. 2023 startete sie mit der Staffel bei den Weltmeisterschaften in Budapest und wurde dort im Vorlauf disqualifiziert. Im Jahr darauf gewann sie bei den Hallenweltmeisterschaften in Glasgow in 3:25,34 min gemeinsam mit Talitha Diggs, Bailey Lear und Alexis Holmes die Silbermedaille hinter dem niederländischen Team. Im Mai siegte sie in 3:21,70 min bei den World Athletics Relays auf den Bahamas. Im August verhalf sie dem Team bei den Olympischen Sommerspielen in Paris zum Finaleinzug und kürte sich damit ebenfalls zur Olympiasiegerin.
2025 siegte sie mit der 4-mal-400-Meter-Staffel in 3:27,45 min gemeinsam mit Bailey Lear, Rosey Effiong und Alexis Holmes bei den Hallenweltmeisterschaften in Nanjing.
In den Jahren 2017 und 2021 wurde Hayes US-amerikanische Meisterin im 400-Meter-Lauf im Freien sowie 2016 in der Halle.

## Persönliche Bestzeiten
- 200 Meter: 22,55 s (−0,3 m/s), 28. April 2017 in Gainesville
  - 200 Meter (Halle): 22,70 s, 7. Februar 2021 in Fayetteville
  - 300 Meter (Halle): 35,71 s, 7. Januar 2017 in Clemson
- 400 Meter: 49,72 s, 24. Juni 2017 in Sacramento
  - 400 Meter (Halle): 51,09 s, 12. März 2016 in Portland

## Persönliches
Quanera Hayes ist in Dillon, South Carolina aufgewachsen und ging auf die Grey’s Creek High School. 2019 wurde Hayes Mutter eines Sohnes.